# Finska savna
Finska savna (finska izgovorjava: [ˈsɑu̯nɑ], švedsko bastu) je pomemben del finske in estonske kulture.
Na Unescove sezname nesnovne kulturne dediščine je bila vpisana na zasedanju Unescovega medvladnega odbora za varovanje nesnovne kulturne dediščine 17. decembra 2020. Po pooblastilu države se Finska agencija za dediščino zavezuje, da bo skupaj s finsko skupnostjo savn in promotorji savnarske kulture varovala vitalnost savnarske tradicije in poudarjala njen pomen kot del običajev in dobrega počutja. V primeru Estonije je tradicija dimnih savn na Unescovem seznamu nesnovne kulturne dediščine od leta 2014.
Sama beseda sauna je finskega izvora. V estonščini je saun.

## Zgodovina
Savna na Finskem je star pojav in njenim koreninam je težko izslediti, vendar se domneva, da so njene najzgodnejše različice iz leta 7000 pr. n. št. dokumentirane večino zgodovine.
Med reformacijo v Skandinaviji se je priljubljenost savn razširila tudi v druge države, ker so se evropska kopališča uničevala.
Eden od razlogov, zakaj je savnarska kultura na Finskem vedno cvetela, je bila vsestranskost savne. Ko so se ljudje selili, so najprej zgradili savno. Finci so savno uporabljali za bivanje, prehranjevanje, reševanje higienskih vprašanj in, kar je najpomembnejše, rojevanje v skoraj sterilnem okolju. Za razliko od mnogih drugih, bolj gosto naseljenih krajev v Evropi, razpoložljivost lesa, potrebnega za gradnjo in ogrevanje savne, nikoli ni bila problem. Drug razlog za njeno priljubljenost je, da v tako mrzlem podnebju savna ljudem vsaj za kratek čas omogoča toploto. Je pa poleti enako priljubljena kot pozimi.

## Navada
Savne so sestavni del načina življenja na Finskem. Najdemo jih na obalah številnih finskih jezer, v zasebnih stanovanjih, na sedežih podjetij, v parlamentu in celo na globini 1400 metrov v rudniku Pyhäsalmi. Savnanje je pomemben del nacionalne identitete in tisti, ki imajo možnost, se običajno savnajo vsaj enkrat na teden. Tradicionalni dan savnanja je sobota.
Tradicija savnanja je tako močna, da se Finci vedno, ko gredo v tujino, veselijo priložnosti za dobro savnanje: celo finska cerkev v Rotherhitheju v Londonu ima svojo savno. Finski vojaki na mirovnih misijah so znani po svojih savnah; tudi na misiji UNMEE v Eritreji je bila savna ena prvih postavljenih stavb. Finski vojaški terenski priročnik iz časa druge svetovne vojne navaja, da je osemurni odmor vse, kar je potrebno, da bataljon zgradi savne, jih ogreje in se v njih okopa.  Savne, tudi v vojski, so strogo egalitarne: v savni se ne uporabljajo nazivi ali hierarhija.
Savnanje se začne z umivanjem (običajno prhanjem), čemur sledi sedenje v savni, pri čemer je prostor običajno ogret na 80–110 °C. Voda se vrže na vroče kamne na vrhu kiuas, posebne peči, ki se uporablja za ogrevanje savne. To proizvaja velike količine pare, znane kot löyly, ki povečuje vlago in navidezno temperaturo v savni. Za to posebno vrsto pare se uporablja samo beseda löyly; finska beseda höyry ('para') se zanjo ne uporablja nikoli, razen v znanstvenem smislu. Ustreznice za löyly je mogoče najti v finskih jezikih, kot so karelski löyly, estonski leil, votski leülü, vepski l'öl' in livonski löul. Njegov prvotni pomen je pomenil 'duh, dih, duša' in to je še vedno vidno v uralskih jezikih - na primer v udmurtskem lul, komskem lol, mansijskem läl ('življenje'), hantijskem lilu in madžarskem lélek.
Občasno nekdo uporabi šop listnate, dišeče srebrne breze, imenovane vasta (vihta na zahodnem Finskem), da se nežno pretepa. To menda deluje sproščujoče na mišice, pomaga pa tudi blažiti razdraženost zaradi pikov komarjev. Ko se v vročini začne počutiti neprijetno, je običaj skočiti v jezero, morje ali bazen ali se stuširati. Pozimi se včasih kot nadomestek uporablja valjanje po snegu ali celo plavanje v luknji, izrezani v jezerski led, avanto. Pogosto je po savnanju navada, da se usedemo v garderobo ali na verando savne in si privoščimo klobaso ob pivu ali brezalkoholnih pijačah.
Ko se ohladimo od prve kopeli, se vrnemo v vročo sobo in znova začnemo cikel. Število in trajanje ciklov ohlajanja vročega prostora se razlikuje od osebe do osebe glede na osebne želje. Običajno eno traja vsaj dva ali tri cikle, ki trajajo od 30 minut do dve uri. V številnih poletnih kočah na Finskem lahko kopanje traja dolgo v noč. To še posebej velja poleti, ko ponoči skoraj ni teme. Savnanje se zaključi s temeljitim umivanjem.
Za nekoga, ki je vzgojen na Finskem, so pravila instinktivna, vendar jih je težko ubesediti. Odvisno od velikosti, sestave, odnosov in starostne strukture skupine se lahko pojavijo trije osnovni vzorci: v savno gredo lahko vsi hkrati, moški in ženske se lahko savnajo ločeno ali pa se savna vsaka družina posebej. Mešane savne z nedružinskimi člani so najpogostejše pri mlajših odraslih, precej redke pri starejših ali ob bolj formalnih priložnostih. Običajno je, da najstniki na neki točki prenehajo hoditi v savno s starši.
V savni je faux pas nositi oblačila v vroči sobi, čeprav je sprejemljivo sedeti na majhni brisači ali pefletti, robčku za enkratno uporabo, ki je namenjen prenašanju vročine in vlage (lahko je obvezen v javni savni, kot je npr. na javnem bazenu). Med ohlajanjem je običajno telo oviti z brisačo. Za tipičnega Finca je savna, z redkimi izjemami, strogo neseksualen kraj; golota v savni je pri Fincih zelo normalno stanje brez kakršnekoli povezave s spolnimi odnosi. Na Finskem savna pomeni le savno, ne bordel, spolni klub ali podobno. V javnih savnah so kopalke zaradi zdravstvenih razlogov prepovedane v vroči sobi: v številnih notranjih bazenih vodi zaradi higiene dodajajo klor; če v vročo sobo prinesete kopalke, ki ste jih uporabljali v taki vodi, bo klor izhlapel in povzročil težave z dihanjem pri ljudeh z astmo ali alergijami.
V zasebnih hišah ali poletnih rezidencah je savna običajno ogreta v čast gostu in zavrnitev je lahko problem. Vendar pa Finci običajno ne bodo zelo užaljeni, če njihov gost zavrne. To je še posebej pogosto, če bi obisk savne od gosta zahteval veliko truda (kot je naknadno ponovno nanašanje zapletenega ličila), družbeno neprimeren (neprijeten občutek zaradi golote in/ali mešanega savnanja) ali kako drugače neprimeren (če gost nima preobleke ali če bo savnanje pozno zvečer ipd.).

## Vrste
Na Finskem in v Estoniji lahko najdete veliko različnih vrst savn. Razvrstimo jih lahko po sami zgradbi savne ali po vrsti peči, ki jo uporablja.
Glavna delitev savn je na enkrat ogrevane in stalno ogrevane peči. Vse dimne savne so enkrat ogrevane, obstajajo pa tudi druge vrste peči, ki so enkrat ogrete.
Enkrat ogrete peči imajo večjo količino kamnov, ki jih pred savnanjem ogrejemo. To lahko storimo s kurjenjem na drva, z ali brez dimnika, olje, lesne pelete ali zemeljski plin. Stalno ogrevane peči imajo manjšo količino kamnov, ki se med kopanjem segrejejo. Ogrevanje je možno na drva, olje ali zemeljski plin ali na elektriko.
Temperatura v finskih savnah je od 80 do 110 °C, običajno 80–90 °C, in se vzdržuje jasno nad rosiščem kljub izhlapevanju löyly vode, tako da je vidna in ne pride do kondenzacije pare kot v turški savni.

### Dimna savna
Savusauna (dimna savna) nima dimnika, zato se pri zgorevanju lesa v prostor napolni dim. Ko savna doseže primerno temperaturo, ogenj pogasimo in prostor prezračimo. Glede na konstrukcijo prostora savna zadrži dovolj toplote za čas uporabe. Čeprav dimne savne veljajo za bolj tradicionalen tip, se je v zadnjih letih znatno povečala gradnja. Vendar pa zaradi količine truda in časa, potrebnega za njihovo upravljanje – segrevanje lahko traja večino dneva – verjetno ne bodo nadomestile večine običajnih savn.
Dimne savne še vedno obstajajo ne le na Finskem, ampak tudi v Estoniji, Latviji in Litvi. Veljajo za poceni, enostavne za gradnjo in trajne (če so pri gradnji savne upoštevani protipožarni ukrepi). Dolgo življenjsko dobo zagotavljajo dezinfekcijske lastnosti dima.
Ena posebna in redko opažena zanimivost je uporaba gorilnika na lesne pelete za ogrevanje dimne peči za savno (savukiuas), običajno dejanskega gorilnika, nameščenega v prostoru, ki meji na dejansko savno in kiuas. Gorilnik na lesne pelete, ki je precej podoben oljnemu gorilniku, se nato uporablja za ogrevanje dimne peči za savno - praktično velik kup kamenja. Ker je proces kurjenja veliko čistejši kot pri klasični dimni peči, je vonj po dimu veliko manj oster in sajast, medtem ko vlaga, ki nastane pri zgorevanju peletov, naredi zrak prijetnejši kot pri stalno ogrevanih pečeh.

### Savna s pečjo na drva
Savna s pečjo na drva je pogostejša na podeželju, električna savna pa v mestih. Kovinska peč s kamni na vrhu (kiuas) je zakurjena z brezovimi drvmi, ki segrejejo savno na želeno temperaturo. Če brezovega lesa ni na voljo, bo zadostoval kateri koli drug les, vendar je bolje uporabiti dobro posušen brezov les zaradi dobre kakovosti in vonja ter dolgotrajnega gorenja. Pomembno je, da je dober löyly, to je, ko so kamni dovolj vroči, da izhlapijo vodo, ki jo vržejo nanje, v paro, ki se dviga do kopalcev. Kopalec v vseh vrstah savn sedi na visoki klopi blizu stropa, kjer ga vroča para hitro doseže.

### Električna savna
V mestnih stanovanjih in v večini javnih savn se uporablja električna peč za savno (sähkökiuas), saj ne potrebuje odprtega ognja in ponuja dodatne funkcije, kot so nastavitve časovnega zamika, termostat in omejevalnik temperature. Električne savne imajo običajno nad grelnim elementom ali okoli njega naložene kamne kiuas, da jih lahko vržejo nanje; bodisi kot odprta postavitev s kroženjem zraka ali kot zaprta in izolirana postavitev za shranjevanje toplote. Električne savne pogosto omogočajo upravitelju nepremičnine, da nadzira savno neodvisno od stanovalcev in lahko omeji porabo električne energije v savni. Krmiljenje je lahko brezžično in lahko ponuja dodatne nastavitve za osvetlitev savne, prezračevanje in naprave za ustvarjanje pare. Savna v stanovanjskih stavbah je običajno na voljo nekajkrat na teden stanovalcem z namenskimi urami za skupno moško in žensko savno ter posebnimi urami za tiste, ki so zaprosili za določen urnik stanovanja. Ljudje bi morda imeli raje bolj atmosfersko savno s pečjo na drva kot električno savno, toda za tiste, ki živijo v mestnih stanovanjskih blokih, je to le redko možnost, električne peči pa so preprostejše za uporabo, bolj varne pred ognjem in ne proizvajajo lesnih odpadkov.

### Mobilne savne
Taborniki in razne druge mladinske organizacije imajo pogosto prenosne šotorske savne. Savne so vgrajevali v avtomobile, avtobuse, avtomobilske prikolice, traktorske prikolice ali celo kolesa in čolne. Na Finskem obstajajo podjetja, ki najemajo mobilne savne in letni dogodek mobilnih savn v Teuvi.
- Znotraj mobilne savne, vgrajene v prikolico
- Mobilna savna vgrajena v prikolico